# Silvano Moro
Silvano Moro (San Giorgio di Nogaro, 28 dicembre 1927 – 14 aprile 2008) è stato un calciatore e allenatore di calcio italiano.

## Carriera

### Giocatore

#### Club
Moro cresce nella Pro Gorizia dove rimane fino al termine della stagione 1950-1951. Passa poi all'Udinese nel 1951 dove debutta contro la Fiorentina. Ad Udine rimane per due stagioni prima di approdare al Milan nel luglio del 1953 per disputare il campionato 1953-54.
Passa quindi al Lanerossi Vicenza dove esordisce il 19 settembre 1954 in Messina-L.R. Vicenza 2-1. Con la maglia dei lanieri è uno dei più presenti e segna un gol con un tiro imparabile su calcio di posizione il 30 gennaio 1955 in L.R. Vicenza-Como 3-0.
Nel 1954 passa poi al Padova di Nereo Rocco, dove divenne uno dei più forti mediani italiani giocando in totale 108 partite segnando 17 gol.
Nella stagione 1959-60 riportò un grave infortunio che lo costrinse a stare fermo oltre un anno.
Fu acquistato dal Treviso in serie C nella stagione successiva.
Totalizzò 190 presenze in serie A.
Il suo addio al calcio giocato avvenne nel 1962 a Chieti, quando aveva 34 anni.

#### Nazionale
Fu convocato in azzurro dal ct Alfredo Foni il 23 marzo 1958 nella partita Austria-Italia a Vienna persa 3-2 dagli azzurri.

### Allenatore
Cominciò la carriera di allenatore con la Sangiorgina, squadra del suo paese natale, per passare poi nel 1968–1969 sulla panchina dell'Atalanta, in serie A. Questa sua esperienza fu di breve durata, dato che si dimise dopo qualche partita e al suo posto subentrò Carlo Ceresoli. Nella stagione 1969-1970 venne chiamato alla guida della Cremonese in serie D.

## Statistiche

### Cronologia presenze e gol in nazionale
| Cronologia completa delle presenze e delle reti in nazionale ― Italia | Cronologia completa delle presenze e delle reti in nazionale ― Italia | Cronologia completa delle presenze e delle reti in nazionale ― Italia | Cronologia completa delle presenze e delle reti in nazionale ― Italia | Cronologia completa delle presenze e delle reti in nazionale ― Italia | Cronologia completa delle presenze e delle reti in nazionale ― Italia | Cronologia completa delle presenze e delle reti in nazionale ― Italia | Cronologia completa delle presenze e delle reti in nazionale ― Italia |
| Data                                                                  | Città                                                                 | In casa                                                               | Risultato                                                             | Ospiti                                                                | Competizione                                                          | Reti                                                                  | Note                                                                  |
| --------------------------------------------------------------------- | --------------------------------------------------------------------- | --------------------------------------------------------------------- | --------------------------------------------------------------------- | --------------------------------------------------------------------- | --------------------------------------------------------------------- | --------------------------------------------------------------------- | --------------------------------------------------------------------- |
| 23-3-1958                                                             | Vienna                                                                | Austria                                                               | 3 – 2                                                                 | Italia                                                                | Coppa Internazionale 1955-1960                                        | -                                                                     |                                                                       |
| Totale                                                                |                                                                       | Presenze                                                              | 1                                                                     |                                                                       | Reti                                                                  | 0                                                                     |                                                                       |

## Palmarès

### Giocatore
- Campionato di Serie B: 1

Vicenza: 1954-1955

### Allenatore
- Torneo di Viareggio: 1

Atalanta: 1969